# Israel Gottlieb Wernicke
Israel Gottlieb Wernicke (født 2. februar 1755 i Bergen, død 3. marts 1836 i Jordrup ved Kolding) var en norsk-dansk komponist og cembalist.

## Liv og gerning
Forældrene var tyskfødte, faderen Johann Gottlieb Wernicke var organist ved Bergen domkirke, moderen, Justina f. Rhode, stammede fra en fra Rostock indvandret slægt. Han dimitteredes fra Bergens Kathedralskole 1771 og blev en meget dygtig student, men musikken havde tidlig fanget hans interesse, og ved selvstudium gik han videre og uddannede sig navnlig til en fortrinlig klaverspiller. Han kom til at spille ved hoffet, og det er karakteristisk for ham, at han vandt sejre ved foredrag af "de sværeste Sager af Sebastian Bach". Af regeringen fik han understøttelse til en udenlandsrejse i 1780, også teatret ydede tilskud, hvilket tyder på, at tanken om at knytte ham dertil var oppe. I Berlin hengav han sig til sit yndlingsstudium, den lærde, kontrapunktiske musik, som han yderligere opflammedes for under Johann Philipp Kirnbergers vejledning.

### Hof- og operakapelmester
En dag i 1781 fik den da 26-årige "student" bud fra København, om han, da Scalabrini fratrådte stillingen, ville overtage som hof- og operakapelmester ved Det Kongelige Teater, et tilbud, som han ikke kunne modsætte sig. Man vandt ved dette valg en meget økonomisk billig og en indfødt kapelmester, men deri bestod også hele fordelen. Det viste sig efterhånden, at hans musikalske smag ikke deltes af hans arbejdsgiver. Af hofkompositioner skrev han store kantater, en slags koncertoperaer, således "Ramdeo Rhator", et indisk sujet, og "Furius Camillus", ligesom han arrangerede italiensk musik til kantater. Han gav bidrag til Schiørrings samling af selskabssange og har måske som person været mindre tør end som komponist, men det hed sig, at han var "capricieux".
Da Hoffet efter regeringsforandringen i 1784 var misfornøjet med kapellet, blev dets omordning bestemt, og ved denne, der gik for sig i sæsonen 1785-86, var hans afskedigelse, som han selv næppe anså for begrundet, først og fremmest givet. Han fungerede det meste af den nævnte sæson og gik af med sin gage som pension blot 31 år gammel. I anseelse tabte han ikke noget: en skrev senere hen offentlig, at han burde ansættes som professor i musik ved universitetet, og en anden (Schiønning) noterede i sin dagbog, at han ansås for at være "Mathematicus" og mulig den lærdeste komponist i Europa. Men verden fik ikke synderlig gavn deraf. Ikke længe efter afskeden vendte han København ryggen og tog med sin hustru, Charlotte Louise Marburg, bopæl i Kolding, hvor de fleste af deres mange børn fødtes, og hvor han vistnok væsentlig beskæftigede sig med deres uddannelse, navnlig i musikalsk henseende.

### Sidste år
Efter et, som det synes, mindst 30-årigt ophold i Kolding blev han landmand og købte en annexgård på nogle tønder land i Jordrup på Kolding-egnen. Denne gård overdrog han i 1832 til en svigersøn, hos hvem han i følge en undentagskontrakt boede med sin hustru og en ugift datter. Han døde i Jordrup 3. marts 1836. Hustruen overlevede ham.

## Musik
Wernicke skrev hovedsagelig kanons og klaverværker, blandt andet det stort anlagte variationsværk Arietta con 50 variazioni per il clavicembalo. Flere værker blev ødelagte under slotsbranden på Christiansborg i 1794.

## Danmarks første pianistinde
Hans datter og elev, Cathrine Riddervold Wernicke, født i Kolding 14. april 1788 blev en betydelig pianistinde og den første danske dame, der vides at være optrådt offentlig i denne egenskab. Hun gjorde 1806 megen lykke i Hamborg og afholdt koncerter efter Københavns Bombardement for de nødlidende så vel i det østlige Holsten som på Sjælland.